# 战车 (塔罗牌)

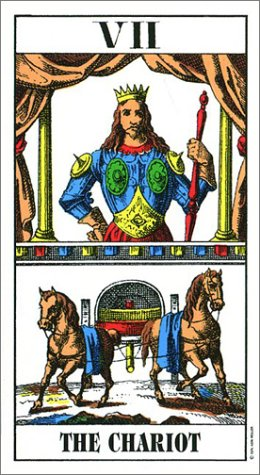
由马拉动的战车

戰車（英：The Chariot），是塔羅牌中大阿爾克那的其中一張，牌號為VII (7)。可用于游戏或塔罗牌占卜。
战车的图像是一个王子样子的人物驾驭一辆战车，通常由一黑一白的两个斯芬克斯或两匹马拉动，人物戴王冠或头盔，持剑或魔杖等物。
战车代表胜利、征服，或者势力、冲突。与占星学上的巨蟹座相对应。